# Przegląd Artystyczno-Literacki
Przegląd Artystyczno-Literacki (PAL) – miesięcznik przeznaczony dla humanistów i literatów. Ukazywał się w latach 1993–2002.
Został założony w Toruniu przez grupę naukowców humanistów i literatów związanych z UMK w Toruniu. Jednym z założycieli i długoletnim redaktorem naczelnym był Mirosław Strzyżewski.
Największy rozkwit czasopismo przeżyło pod redakcją filozofa kultury i politologa prof. Lecha Witkowskiego od roku 1997 do 2001. PAL zgromadził wtedy wokół siebie znakomitych współpracowników, naukowców, pisarzy, artystów, recenzentów z Warszawy, Krakowa, Gdańska, Torunia i Bydgoszczy. Jednym z czołowych współpracowników był wówczas Zbigniew Kresowaty. Ostatnim redaktorem naczelnym był Jerzy Rochowiak.